# X染色体の不活性化
X染色体の不活性化（エックスせんしょくたいのふかっせいか、英語:X-inactivation）とは哺乳類の性染色体であるX染色体が、複数本ある場合でも1本だけが活性のまま残り、この1本以外は遺伝子発現が抑制される（=不活性な）構造に変化することをいう。この現象はライオニゼーション(Lyonization)とも呼ばれ、不活性化された染色体をバー小体（バーしょうたい、英語:Barr body）ともいう。

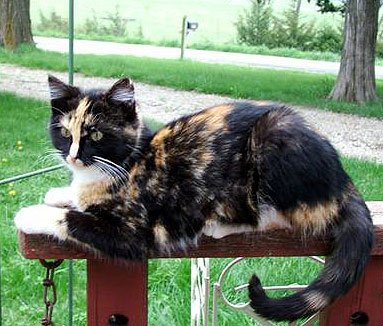
三毛猫と錆び猫のまだら模様はX染色体の不活性化の目に見える例である。毛色の「黒色」と「茶色」はX染色体上の対立遺伝子によって決定される。2本のX染色体の片方が不活性化される。不活性化されなかった遺伝子が発現し、毛色は黒色もしくは茶色となる。体表の部分によって不活性化されるX染色体が異なる「モザイク」状態になるので、黒色と茶色のまだら模様となる。

X染色体の不活性化は、X染色体のほぼ全領域（例外は擬似常染色体領域）がヘテロクロマチン構造をとることで起きる。この不活性化は遺伝子量補償のために起きると考えられている。つまり、雄では1本しかないX染色体で生存に必要な遺伝子を発現させているが、雌では2本のX染色体からの過剰な量の遺伝子の発現を避けるために片方のX染色体を不活性化している。どちらのX染色体が不活性化されるかはマウスやヒトのような真獣下綱動物においては無作為に決まるが、いったん不活性化が起こるとそのX染色体の不活性化状態は変化しない。これに対して有袋類においては父親由来のX染色体が選択的に不活性化される。
真獣下綱動物の雌では胚発生時に各細胞で不活性化されるX染色体が決定され、それぞれの子孫となる細胞にもその不活性化状態が引き継がれる。そのため、X染色体上の遺伝子座の遺伝子型がヘテロ接合型の場合、細胞によって異なった対立遺伝子が発現するモザイク状態となる。三毛猫は、この状態の代表例として知られている。
また、X染色体に座乗し伴性遺伝をする遺伝子疾患は、ヘテロ接合型の雌（保因者）では疾患遺伝子が不活性化されていない細胞で発症している場合があり、モザイクの分布に依存して軽症から重症まで様々となる。同じ理由で、真獣下綱動物の雌のクローン（一卵性双生児など）は先天的な遺伝子型は一致するが、器官各部で発現する対立遺伝子が異なる場合があり、完全に同じ発育をするとは限らない（遺伝子疾患の病状が異なる一卵性双生児の女性の例も存在する）。一方、X染色体不活性化が起きない真獣下綱動物の雄、もしくは父方X染色体が不活性化される有袋類の雌などでは、クローン間でのこのような違いは生じない。

## 歴史
ドイツの生物学者ヘルマン・ヘンキングが、細胞分裂のときに他の染色体とは異なり相同染色体とのペアを作らない特殊な染色体をカメムシ（ホシカメムシ）の精巣細胞で見つけたのは、1890年であった。彼はこの染色体をXと命名したに過ぎなかったが、染色体研究が進展した1900年代に、この染色体が雌雄で存在する数が異なる性染色体であることが判明した。
ホシカメムシは、雌が2本のX染色体(XX)を持ち、雄には1本のX染色体(XO)しかないXO型の性決定機構を持つ昆虫であった。類似の性決定機構は哺乳類でも観察され、それに関わる染色体は昆虫と同様にX染色体と呼ばれるようになった。性染色体による性決定機構には、XO型の他にXY型・ZW型・ZO型などがあり、哺乳類はほとんどがXY型に属している。
1949年にカナダの神経生物学者マレー・バー(Murray Barr)は、ネコの神経細胞において細胞分裂を起こしていない細胞核中に濃く染まる構造物を見つけた。彼は、細胞当たり各1個含まれているこの構造物が雌特異的であることから、これを「性染色質(sex chromatin)」と命名した。この「性染色質」は一般に「バー小体」と呼ばれることとなり、性別の判定検査で利用されるようになった。
1959年に大野乾は哺乳類の雌の2つのX染色体が、1つは常染色体のように見え、他方は凝集してヘテロクロマチン状に見えることを示し、1960年にはバー小体が雌の2本のX染色体のうちの片方であることを示した。この発見を受けて、1961年にイギリスのメアリー・ライアン(Mary Lyon)は、X染色体がバー小体に構造変化すること（=不活性化）について仮説を提唱した。それはバー小体が存在する理由と、X染色体がバー小体に変化することの影響に関して説明を試みるものであり、毛皮がまだら模様となる哺乳類（マウス）の雌の説明も含まれていた。この仮説では、胚発生の初期に2本のX染色体の片方が無作為にバー小体化（不活性化）され、その後その胚はX染色体に関してモザイク状のまま発育するとするものであった。ライアンの仮説は、雌の細胞のX染色体の1本が非常に凝集しているという発見と、X染色体が1本だけのマウスが生殖能力を持つ雌に発育することを、考慮に入れていた。この仮説は三毛猫を使った実験で正しいことが立証された。
グルコース-6-リン酸脱水素酵素(G6PD)欠損についてヘテロ接合型女性の研究を行っていた Ernest Beutlerも独立に、ヘテロ接合型女性には欠損型と正常型の両方の赤血球があることを報告した。

## 染色体の不活性化

### 発現時期
胚発生初期の2細胞期-4細胞期に、雌のマウス細胞は一度、父方X染色体のゲノムインプリンティング（刷り込み）による不活性化を受ける。胚に栄養を供給する胎盤や羊膜などの胚体外組織になる栄養外胚葉(trophectoderm)は、この初期刷り込みによる不活性状態を維持し、母方X染色体のみがこれらの組織では活性を持ち続ける。
胚盤胞初期に、後に胚となる内部細胞塊の細胞では前述の刷り込みによるX染色体不活性化は解除され、それらの細胞では2本のX染色体双方が活性化する。しかしながら再び、それらの細胞それぞれが独立かつ無作為にX染色体のうち片方を不活性化する。この不活性化は、生殖細胞系列以外では、その細胞の生涯を通して解除不能であり、その細胞の子孫となるすべての細胞は特定のX染色体の不活性化を引き継ぐ。これは、もし雌が伴性遺伝子についてヘテロ接合型であれば、三毛猫の毛皮の模様として観察されるようなモザイク状態をもたらす。「独立した細胞」および「系列細胞への引継ぎ」は「無作為ではない」状態を作り出し、これが伴性の遺伝子疾患保因者である雌において症状が軽くなる結果をもたらしている。X染色体の不活性化は生殖細胞系列では解除され、すべての卵母細胞は活性型のX染色体を持つ。

### X染色体の選択

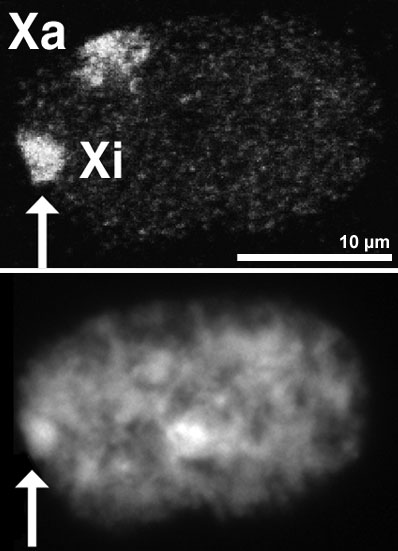
羊水細胞の核
上：FISH法で検出された2種類のX染色体（共焦点レーザー顕微鏡撮影）。Xaは活性を維持しているX染色体。Xiは不活性化されたX染色体。下：同じ核を DAPIで染色し、CCDイメージセンサで記録したもの。矢印はXiそのものであるバー小体を指している。

正常な雌は2つのX染色体を持ち、任意の細胞において1つのX染色体は活性を持ち（Xaと呼ぶ）、1つは不活性になる（Xiと呼ぶ）。過剰なX染色体を持つ個体に関する研究によると、2つを超えるX染色体を持つ細胞においては、そのうちの1つだけがXaとなり、残りのX染色体は不活性化されることが分かっている。このことは、雌のX染色体は基本的には不活性化されるように設定されているが、常に1つのX染色体だけが活性を持つように選択されることを示している。 
X染色体に結合して不活性化を阻害する常染色体上のブロッキング因子が仮説として提唱されている。限られたブロッキング因子があり、いったん利用可能なブロッキング因子が1つのX染色体に結合すると、残った他のX染色体は不活性化から守られなくなると、このモデルでは説明している。この仮説は、「多くのX染色体を持つ細胞でも活性を持つX染色体が1つだけであること」と、「常染色体が正常の2倍ある培養細胞株では活性を持つX染色体が2本あること」によって支持されている。
X染色体上のX不活性化中心(X inacivation center, XIC)と呼ばれる塩基配列が、X染色体の不活性化を制御する。想定されているブロッキング因子はXICの内部配列に結合するものと予測されている。X染色体上にXICが存在することが、X染色体の不活性化が起きるための必要十分条件である。XICが常染色体上に転座した場合、その常染色体が不活性化され、XICを失ったX染色体は不活性化されない。XICは、X染色体の不活性化に関係するXistとTsixの2つの非翻訳性RNA遺伝子を含んでいる。XICはさらに既知および未知の制御タンパク質との結合部位を含む。

### 分子機構
Xist(X-inactive specific transcript)遺伝子は長大な非翻訳性RNAをコードしており、それが転写されるX染色体の特異的不活性化に関与する。不活性なX染色体(Xi)はXist RNAによって包まれており、活性を持つXaは包まれていない。Xist遺伝子はXiから発現する遺伝子であり、Xaでは発現しない。Xist遺伝子を欠くX染色体は不活性化されることはない。人為的にXist遺伝子座を他の染色体に転座させ発現させた場合、その染色体の遺伝子発現に抑制が起きる。
不活性化が起きる前には、2本のX染色体の双方がXist RNAをわずかに転写している。不活性化プロセスが進むにつれ、Xaとなる染色体はXist RNAの転写を止め、一方Xiとなる染色体はXist RNAの転写を劇的に増加させる。Xiとなる染色体上でXist RNAはXIC領域から他の部分に広がる。Xiにある遺伝子の抑制はXist RNAによるコーティングの直後に起きる。
Tsix遺伝子は、Xistと同様に長大な非翻訳性RNAをコードしている。Tsix RNAはXistに対する相補鎖（アンチセンスRNA）として転写される。すなわち、Tsix遺伝子はXist遺伝子にオーバーラップしており、Xist遺伝子のDNA鎖の相補鎖から転写されるRNAである。TsixはXistを抑える制御因子であり、Tsixの発現を欠きXistが高発現するX染色体は正常なものより不活性化されやすい。
Xistと同様に、不活性化が起きる前にはTsix RNAは双方のX染色体でわずかに転写されている。X染色体の不活性化が始まると、将来のXiはTsix RNAの転写を止め、一方、将来のXaはTsix RNAの転写を数日間にわたって続ける。

### Xiの構造
不活性化されたX染色体であるXiは、全体的にヘテロクロマチン構造をとり、多くの遺伝子の発現が抑制されている。その状態を顕微鏡観察したものがバー小体である（バール小体・バール体とも呼ぶ）。バー小体は、Xist RNAにコーティングされており、通常は細胞核の周縁部で観察される。また細胞周期では他の染色体より複製される時期が遅い。
XiではDNAおよびヒストンの修飾がXaと異なっており、それらは遺伝子発現の抑制に関与している。
1. 高レベルのDNAのメチル化
2. 低レベルのヒストンのアセチル化
3. 低レベルのヒストンH3リシン4のメチル化
4. 高レベルのヒストンH3リシン9のメチル化

さらに、Xiのヌクレオソームには「マクロH2A」と呼ばれる変異型ヒストンが特異的に見つかっている。

## 擬似常染色体領域
X染色体上のいくつかの遺伝子はXiでの不活性化を逃れる。Xist遺伝子は、Xiでは高レベルで発現し、Xaでは発現しない。その他のXiでの不活性化を逃れた遺伝子は、XaとXiとで同様に発現する。ヒトのXiでは染色体の遺伝子のうち最大25%程度が発現しているのに対して、マウスでは不活性化を逃れる遺伝子はほとんど無い。
不活性化を逃れる遺伝子の多くはX染色体上で、他のX染色体領域と似ておらずY染色体にある遺伝子の一部を含む、特定の領域に属している。この領域は「擬似常染色体領域」と呼ばれ、Y染色体と擬似常染色体領域の間での乗換えも起きる。このY染色体および擬似常染色体領域にある遺伝子座では、常染色体と同じように、雌雄どちらの個体でも（性染色体にある伴性遺伝子と違って）2つの遺伝子が遺伝する。そのためこの領域では雌の遺伝子量補償が必要なく、X染色体不活性化を逃れるメカニズムを発達させたと推定されている。Xiの擬似常染色体領域の遺伝子は、典型的なヘテロクロマチン構造を持たず、Xist RNA結合もほとんど無い。
Xi中に不活性化されない遺伝子が存在することは、X染色体数の異状によって起こるターナー症候群 (XO) あるいは クラインフェルター症候群 (XXY, XXXY...)といった染色体異常による症状が現れる原因となる。X染色体不活性化は、理論的には常染色体で起きる様な染色体数の異状による発現量異状の影響を除去することができるが、擬似常染色体領域の遺伝子についてはその機構が当てはまっていない。ただし、常染色体数の異状による影響は流産等の重度のものが多いのに対して、X染色体数の異状の影響は目立たないほど軽度であることも多い。

## 参考資料
- デイヴィッド・ベインブリッジ『X染色体：男と女を決めるもの』長野敬、小野木明恵(翻訳)、青土社 、2004年、ISBN 978-4791761524。
- 佐々木裕之『エピジェネティクス入門 : 三毛猫の模様はどう決まるのか』岩波書店、2005年、ISBN 978-4000074414。
- 影山裕二、稲垣幸、福田裕士『RNAに何ができるか？：mRNA-like non-coding RNAの機能とその生理学的役割』総合研究大学院大学基礎生物学研究所。2009-03-16閲覧。
- 英文レビュー記事（全文閲覧可能）
  - Ng K, Pullirsch D, Leeb M, Wutz A (2007). “Xist and the order of silencing” (Review Article). EMBO Rep 8:  34-39. doi:10.1038/sj.embor.7400871. PMID 17203100 2009年3月18日閲覧。.
  - Goto T, Monk M (1998). “Regulation of X-chromosome inactivation in development in mice and humans” (Review Article). Microbiol Mol Biol Rev 62:  362-378. PMID 9618446 2009年3月18日閲覧。.